# Nuoto ai campionati mondiali di nuoto 2019 - 200 metri dorso maschili
La gara di nuoto dei 200 metri dorso maschili dei campionati mondiali di nuoto 2019 è stata disputata il 25 luglio e il 26 luglio presso il Nambu International Aquatics Centre di Gwangju. Vi hanno preso parte 42 atleti provenienti da 36 nazioni.

## Podio
| Posizione | Atleta         | Nazionalità   |
| --------- | -------------- | ------------- |
| Oro       | Evgenij Rylov  | Russia        |
| Argento   | Ryan Murphy    | Stati Uniti   |
| Bronzo    | Luke Greenbank | Gran Bretagna |

## Programma
| Data           | Ora (UTC+9) | Turno      |
| -------------- | ----------- | ---------- |
| 25 luglio 2019 | 10:28       | Batterie   |
| 25 luglio 2019 | 21:35       | Semifinali |
| 26 luglio 2019 | 21:00       | Finale     |

## Record
Prima della manifestazione il record del mondo e il record dei campionati erano i seguenti.
| Record mondiale       | 1'51"92 | Aaron Peirsol Stati Uniti | 31 luglio 2009 Roma, Italia |
| Record dei campionati | 1'51"92 | Aaron Peirsol Stati Uniti | 31 luglio 2009 Roma, Italia |

## Risultati

### Batterie[2]
| Pos. | Batteria | Corsia | Atleta                 | Nazionalità             | Tempo   | Note             |
| ---- | -------- | ------ | ---------------------- | ----------------------- | ------- | ---------------- |
| 1    | 4        | 4      | Ryan Murphy            | Stati Uniti             | 1'56"61 | Q                |
| 2    | 5        | 4      | Evgenij Rylov          | Russia                  | 1'56"76 | Q                |
| 3    | 4        | 3      | Luke Greenbank         | Gran Bretagna           | 1'56"83 | Q                |
| 4    | 3        | 3      | Radosław Kawęcki       | Polonia                 | 1'56"99 | Q                |
| 5    | 3        | 5      | Xu Jiayu               | Cina                    | 1'57"15 | Q r              |
| 6    | 3        | 2      | Ádám Telegdy           | Ungheria                | 1'57"20 | Q                |
| 7    | 5        | 5      | Ryōsuke Irie           | Giappone                | 1'57"60 | Q                |
| 8    | 4        | 2      | Christian Diener       | Germania                | 1'57"61 | Q                |
| 8    | 5        | 8      | Jakub Skierka          | Polonia                 | 1'57"61 | Q                |
| 10   | 5        | 6      | Matteo Restivo         | Italia                  | 1'57"67 | Q                |
| 11   | 3        | 8      | Daniel Cristian Martin | Romania                 | 1'57"76 | Q                |
| 12   | 3        | 1      | Lee Ju-ho              | Corea del Sud           | 1'57"80 | Q                |
| 13   | 5        | 7      | Grigorij Tarasevič     | Russia                  | 1'57"99 | Q                |
| 14   | 5        | 2      | Danas Rapšys           | Lituania                | 1'58"04 | Q                |
| 14   | 5        | 9      | Roman Mityukov         | Svizzera                | 1'58"04 | Q                |
| 16   | 5        | 3      | Jacob Pebley           | Stati Uniti             | 1'58"07 | Q                |
| 17   | 5        | 1      | Markus Thormeyer       | Canada                  | 1'58"16 | Q                |
| 18   | 4        | 6      | Bradley Woodward       | Australia               | 1'58"31 |                  |
| 19   | 4        | 5      | Keita Sunama           | Giappone                | 1'58"40 |                  |
| 20   | 3        | 7      | Christopher Reid       | Sudafrica               | 1'58"44 |                  |
| 21   | 3        | 6      | Li Guangyuan           | Cina                    | 1'58"57 |                  |
| 22   | 4        | 1      | Leonardo de Deus       | Brasile                 | 1'58"74 |                  |
| 23   | 3        | 0      | Anton Loncar           | Croazia                 | 1'59"07 |                  |
| 24   | 4        | 7      | Apostolos Christou     | Grecia                  | 1'59"42 |                  |
| 25   | 5        | 0      | Yakov Toumarkin        | Israele                 | 1'59"79 |                  |
| 26   | 4        | 8      | Cole Pratt             | Canada                  | 2'00"45 |                  |
| 27   | 2        | 4      | Tomáš Franta           | Rep. Ceca               | 2'00"52 |                  |
| 28   | 2        | 1      | Yeziel Morales         | Porto Rico              | 2'01"13 |                  |
| 29   | 2        | 2      | Ivan Stsegolov         | Estonia                 | 2'01"19 | Record nazionale |
| 30   | 3        | 9      | Mikita Tsmyh           | Bielorussia             | 2'01"44 |                  |
| 31   | 4        | 0      | Hugo González          | Spagna                  | 2'01"84 |                  |
| 32   | 2        | 8      | Srihari Nataraj        | India                   | 2'02"08 | Record nazionale |
| 33   | 4        | 9      | Conor Ferguson         | Irlanda                 | 2'02"37 |                  |
| 34   | 2        | 5      | Gabriel Lópes          | Portogallo              | 2'03"33 |                  |
| 35   | 2        | 3      | Chuang Mu-lun          | Taipei cinese           | 2'03"73 |                  |
| 36   | 2        | 7      | Omar Pinzón            | Colombia                | 2'04"76 |                  |
| 37   | 2        | 6      | Armando Barrera        | Cuba                    | 2'05"23 |                  |
| 38   | 2        | 0      | Erick Gordillo         | Guatemala               | 2'05"53 |                  |
| 39   | 1        | 4      | Ng Cheuk Yin           | Hong Kong               | 2'06"64 |                  |
| 40   | 1        | 5      | Matthew Mays           | Isole Vergini Americane | 2'07"03 |                  |
| 41   | 2        | 9      | Patrick Groters        | Aruba                   | 2'10"25 |                  |
| 42   | 1        | 3      | Ali Imaan              | Maldive                 | 2'33"23 |                  |

### Semifinali[3]
| Pos. | Semifinale | Corsia | Atleta                 | Nazionalità   | Tempo   | Note             |
| ---- | ---------- | ------ | ---------------------- | ------------- | ------- | ---------------- |
| 1    | 1          | 4      | Evgenij Rylov          | Russia        | 1'55"48 | Q                |
| 2    | 2          | 4      | Ryan Murphy            | Stati Uniti   | 1'56"25 | Q                |
| 3    | 2          | 5      | Luke Greenbank         | Gran Bretagna | 1'56"60 | Q                |
| 4    | 2          | 8      | Jacob Pebley           | Stati Uniti   | 1'56"65 | Q                |
| 5    | 1          | 8      | Markus Thormeyer       | Canada        | 1'56"96 | Q                |
| 6    | 2          | 3      | Ádám Telegdy           | Ungheria      | 1'57"07 | Q                |
| 7    | 1          | 5      | Radosław Kawęcki       | Polonia       | 1'57"24 | Q                |
| 8    | 1          | 3      | Ryōsuke Irie           | Giappone      | 1'57"26 | Q                |
| 9    | 2          | 6      | Christian Diener       | Germania      | 1'57"33 |                  |
| 10   | 1          | 2      | Daniel Cristian Martin | Romania       | 1'57"66 |                  |
| 11   | 2          | 7      | Lee Ju-ho              | Corea del Sud | 1'57"68 |                  |
| 12   | 1          | 7      | Grigorij Tarasevič     | Russia        | 1'57"72 |                  |
| 13   | 1          | 1      | Roman Mityukov         | Svizzera      | 1'57"93 | Record nazionale |
| 14   | 2          | 2      | Matteo Restivo         | Italia        | 1'58"12 |                  |
| 15   | 2          | 1      | Danas Rapšys           | Lituania      | 1'58"29 |                  |
|      | 1          | 6      | Jakub Skierka          | Polonia       | dq      |                  |

### Finale[4]
| Pos. | Corsia | Atleta           | Nazionalità   | Tempo   | Note |
| ---- | ------ | ---------------- | ------------- | ------- | ---- |
|      | 4      | Evgenij Rylov    | Russia        | 1'53"40 |      |
|      | 5      | Ryan Murphy      | Stati Uniti   | 1'54"12 |      |
|      | 3      | Luke Greenbank   | Gran Bretagna | 1'55"85 |      |
| 4    | 1      | Radosław Kawęcki | Polonia       | 1'56"37 |      |
| 5    | 8      | Ryōsuke Irie     | Giappone      | 1'56"52 |      |
| 6    | 6      | Jacob Pebley     | Stati Uniti   | 1'56"72 |      |
| 7    | 7      | Ádám Telegdy     | Ungheria      | 1'56"86 |      |
| 8    | 2      | Markus Thormeyer | Canada        | 1'58"50 |      |